# 岸田幸雄
岸田 幸雄（きしだ さちお、1893年2月24日 - 1987年10月16日）は、日本の政治家、実業家。京都府出身。
兵庫県知事（官選1期・公選2期）、参議院議員（2期）を歴任した。

## 経歴
1893年（明治26年）、山口県士族・岸田氏美の三男として京都府に生まれる。第三高等学校を経て1916年（大正5年）に京都帝国大学法科を卒業し、高等文官試験に合格するも官僚とはならず大阪商船（現在の商船三井）に入社した。1920年（大正9年）、イタリアのジェノヴァで開催された国際労働者会議に使用者代表の随行員として参加する。日本に帰国後、大阪商船子会社の大阪海上火災（現在の三井住友海上）へ出向して神戸支店および東京支店長を務めた。
1926年（大正15年）7月、日本電力営業部長に就任。山陽水力電気取締役を経て日本電力専務となり、終戦時は電気工事会社協会の会長職に在った。

### 兵庫県知事時代
1946年（昭和21年）、公職追放により職を解かれた斎藤亮の後任として兵庫県の官選第32代知事に就任。翌1947年（昭和22年）、4月の第1回統一地方選挙で行われる兵庫県知事選挙に立候補するため3月14日付で知事職を一旦辞し、遠藤直人が官選最後の兵庫県知事となった。4月12日投開票の第1回知事選で当選して公選初代知事となり、前福井県知事（未赴任）の吉川覚を県庁に招聘し総務部長とする。内務省出身者の多くが公職追放処分を受けたことによって民間からの抜擢で兵庫県知事となった岸田は太平洋戦争で荒廃した県の戦後復興に当たり、1947年には近畿地方において最初の県民歌である「兵庫県民歌」（作詞：野口猛、作曲：信時潔）が岸田の提唱で制定された。
1948年（昭和23年）4月10日、連合国軍最高司令官総司令部（GHQ/SCAP）の指示を受けた文部省の朝鮮学校閉鎖令に基づき県下の朝鮮学校に対して封鎖命令を発動する。4月14日に県庁で行われた在日本朝鮮人連盟との協議は決裂し、4月23日に灘と東神戸の朝鮮学校2校（共に現在の神戸朝鮮初中級学校の前身校）は命令通り警官隊とMPによって封鎖された。4月24日、封鎖撤回を求めるデモ隊が暴徒化して県庁に乱入し、知事室に監禁されて「学校閉鎖令の撤回」「朝鮮人学校閉鎖仮処分の取り消し」「朝鮮人学校存続の承認」「逮捕された朝鮮人の釈放」を誓約させられたが、当日の夜に軍政部が非常事態宣言を発令して神戸市警察の機動隊とMPが県庁に突入して岸田を救出した後、軍政部より前述の誓約をいずれも無効とする宣言が行われる。「阪神教育事件」もしくは「阪神教育闘争」と呼ばれるこの事件で神戸市に発令された非常事態宣言は、占領期の日本において唯一の事例であった。
1951年（昭和26年）の知事選での再選後、副知事の任に在った吉川が1954年（昭和29年）に突如として「県庁内で組織的な裏金作りが行われている」と主張して岸田に叛旗を翻す「お家騒動」が勃発する。岸田はこの告発を「事実無根」として吉川を罷免したが、吉川は連日にわたりマスメディアを通じて岸田の監督責任を問う姿勢をアピールして辞任を要求し、県議会の与党会派であった公正会は岸田派と吉川派に分裂する混乱状態に陥った。吉川の告発を受けた神戸地検の捜査では100名余りが取り調べを受けるも、裏金作りの首謀者として吉川から名指しで非難されていた公房長（現在の知事公室長に相当）は証拠不十分で起訴猶予となる。この結果を受けて岸田は「県政混乱の責任を取る」として11月5日に任期を5か月余り残して辞任し、12月12日に出直し選挙が行われることになったが、選挙の告示直前に尼崎市の前市長・阪本勝が保守分裂の間隙を縫って左右両派社会党の推薦により出馬を表明したことで選挙情勢は一変、岸田と吉川の共倒れとなり阪本が当選した。

### 参議院議員時代

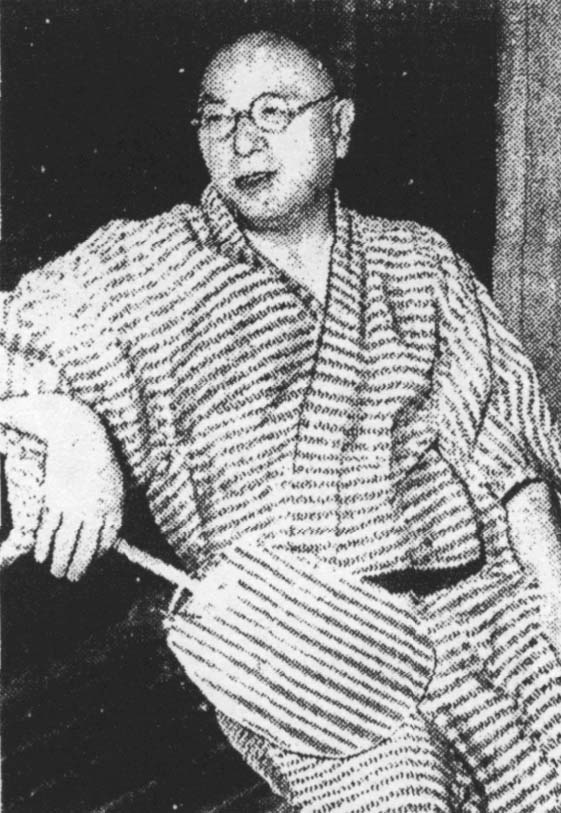
岸田幸雄（1954年）

知事選で落選した後は電源開発副総裁に就任し、1958年（昭和33年）に藍綬褒章を受章する。
1959年（昭和34年）、成田一郎の死去に伴い8月23日に投開票が行われた参議院兵庫県選挙区の補欠選挙に自民党公認で立候補して当選。1961年（昭和36年）、参議院決算委員長。翌1962年（昭和37年）の第6回参議院議員通常選挙で再選され、1966年（昭和41年）4月22日に参議院地方行政委員長就任。同年11月3日、勲二等旭日重光章を受章する。
1967年（昭和42年）11月28日、第2次佐藤第1次改造内閣で大蔵政務次官に就任。1968年（昭和43年）の第8回参議院議員通常選挙では自民党が岸田と中西一郎の公認2名を擁立して共倒れとなり落選、政界引退を表明する。

### 晩年
政界引退後は兵庫県名誉顧問、兵庫県友会会長、同和火災海上保険（現在のあいおいニッセイ同和損害保険）相談役等の役職を務めた。1987年（昭和62年）10月16日、腎不全のため神戸市灘区の神戸海星病院で死去。享年95（満94歳没）。従三位に叙せられる。11月10日、神戸市長田区の兵庫県立文化体育館で県民葬が執り行われた。兵庫県知事在職経験者の県民葬は、1975年（昭和50年）の阪本勝以来2度目。
知事在任中は阪神教育事件や吉川との政争など不祥事が多かったためか、兵庫県において岸田県政の回顧は今日までほとんど為されていない。特に象徴的なのが岸田の提唱で制定された「兵庫県民歌」の扱いで、県では1947年に県民歌を制定した事実そのものを2014年（平成26年）まで否定し続けていた。

## 家族・親族
妻島は大阪鉄工所社長や大阪商工会議所会頭を務めた山岡順太郎の三女。姉浪江は南洋拓殖社長や日本サッカー協会会長を務めた深尾隆太郎男爵の妻。長男は関西電力役員・岸田幸一（大正8年9月生）、二男は(株)ユニチカ京都ファミリーセンタ－社長・岸田雄二（大正12年1月生）。